# James Nicholas Douglass

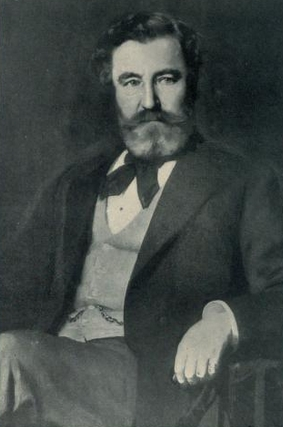
Sir James Nicholas Douglass, FRS

Sir James Nicholas Douglass, FRS, (* 16. Oktober 1826 im Londoner Stadtteil Bow; † 19. Juni 1898 auf der Isle of Wight) war ein englischer Ingenieur, der durch den Bau des vierten Eddystone-Leuchtturms bekannt und dafür geadelt wurde.

## Wirken
James Douglass fing nach seiner Ausbildung bei der technischen Abteilung des Trinity House an. Zusammen mit seinem jüngeren Bruder, William Douglass, assistierte er bis 1858 seinem Vater, Nicholas Douglass, beim Neubau des Leuchtturms auf Bishop Rock.
Als erstes eigenständiges Projekt erhielt James Douglass den Auftrag, für Trinity House einen neuen Leuchtturm auf The Smalls, einer Felsengruppe im St.-Georgs-Kanal, zu errichten. Sein Entwurf lehnte sich an die Erfahrungen von John Smeaton an, der beim Bau des dritten Eddystone-Leuchtturms Granitblöcke zur Verstärkung des Bauwerks einsetzte. Smalls Lighthouse wurde nach einer Bauzeit von nur zwei Jahren 1861 fertiggestellt.
Nach dem Tod von James Walker wurde James Douglass mit der Bauaufsicht des Wolf Rock Lighthouse beauftragt und 1862 zum Chefingenieur von Trinity House ernannt. Zwischenzeitlich hatte sich die Bauart von Smalls Lighthouse bewährt und James Douglass entwarf an die zwanzig weitere Leuchttürme für Trinity House und den Imperial Lighthouse Service, darunter Great Basses Reef Lighthouse, Little Basses Reef Lighthouse und Dondra Head Lighthouse in Britisch-Ceylon. 
Mit der Konstruktion des vierten Eddystone-Leuchtturms erreichte James Douglass den Höhepunkt seiner Karriere. 1877 erhielt er den Auftrag, den Turm von John Smeaton zu ersetzen. Das Projekt wurde 1882 ohne tödliche Unfälle oder schwere Verletzungen vollendet, zudem wurden die veranschlagten Kosten deutlich unterschritten. Für seine Ingenieurleistungen erhielt er kurz danach den Ritterschlag als Knight Bachelor.
James Douglass befasste sich auch mit der Modernisierung der Befeuerung und nutzte dafür den von ihm erbauten Leuchtturm an der Trinity Buoy Wharf. 1887 wurde er zum Mitglied der Royal Society ernannt und 1892 ging er in den Ruhestand. Sechs Jahre später verstarb er in seinem Haus auf der Isle of Wight.